# Sige Jumiko
Sige Jumiko, japánul: 重 由美子 (1965. augusztus 4. – 2018. december 9.) olimpiai ezüstérmes japán vitorlázó.

## Pályafutása
Az 1996-os atlantai olimpián 470-es osztályban ezüstérmet szerzett Kinosita Alicia-val.

## Sikerei, díjai
- Olimpiai játékok
  - ezüstérmes: 1996, Atlanta – 470-es osztály